# 3102-es mellékút (Magyarország)
A 3102-es számú mellékút egy körülbelül 35 kilométer hosszú mellékút Budapest, illetve Pest vármegye területén, a kelet-pesti agglomeráció települései között fontos összekötő út kelet-nyugati irányban.

## Nyomvonala
A 3-as főútból ágazik ki Budapest XVI. kerületében, Cinkota városrészben; kilométer-számozását a kira.gov.hu adatbázisa csak Budapest határától jelöli, amire odáig elér, ott már a 3. kilométere közelében jár. (A Budapesten belüli utak ugyanis nem országos közútnak számítanak; a budapesti önkormányzat üzemelteti őket.) Első szakasza Cinkotán a Vidámvásár utca nevet viseli, majd a Simongát utcai kereszteződéstől már Nagytarcsai út a települési neve.
Felüljárón keresztezi az M0-s autóutat, amely itt az 57+500-as kilométerszelvénye körül jár, a két-két átkötő ág egy-egy körforgalommal találkozik a 3102-es úttal, de a keleti ágak (a 90 849-es, a 3102-estől Törökbálint felé és a 90 848-as Budakalász felől lehajtva a 3102-es felé) még Budapest területén. A másik oldali körfogalom már nagytarcsai területen van, abból ágazik ki Budakalász felé a 90 847-es és torkollik bele Törökbálint felől a 90 846-os út. Mind a négy ág közvetlenül találkozik az M0-ssal.
Alig fél kilométerrel az M0-s csomóponttól, a cinkotai kiágazástól számított 3,5 kilométer után újabb körforgalom következik az úton, ebbe csak a Szilas Kereskedelmi Park önkormányzati útjai csatlakoznak, majd innen kelet-északkeleti irányban halad az út Pesti út néven. Nagytarcsa központjában, az 5. kilométerénél találkozik a 3101-es úttal, amely észak felől torkollik bele, és itt még csak 3,5 kilométernél jár. Körülbelül 500 méternyi közös szakasza következik a két útnak, keleti irányban, Rákóczi utca néven, kilométer-számozás tekintetében megegyező irányban számozódva, majd a nagytarcsai evangélikus templom mellett ismét szétválnak: a 3101-es délnek fordul, a 3102-es pedig egy darabig egyenesen halad tovább keletnek.
Nagyjából 6,6 kilométer után, Nagytarcsa külterületén keresztezi az M31-es autópályát, amely felüljárón halad el fölötte. 8,5 kilométer megtétele előtt lép át Pécel területére, de annak csak az északnyugati szélén halad, nagyjából egy kilométernyit, jobbára északkeletnek. A 9+500-as kilométerszelvényétől már isaszegi határban húzódik, jó darabig a külterületeken, mígnem a 12+500-as kilométerénél beletorkollik, 11,7 kilométer megtétele után, déli irányból a 3103-as út. A találkozás egy terebélyes deltacsomóponttal történik, melynek déli átkötő ága a 31 603-as számot viseli.
A 3102-es itt északnak fordul, tehát a 3103-as eddigi irányát követi, de itt még a 3103-as sem ér véget: innentől kezdve kilométereken át közös szakaszon húzódnak, Rákóczi út néven, az északi irányt egyre inkább keletire váltva, a Rákos-patak és a hatvani vasút mellett, azokkal párhuzamosan, kilométer-számozás tekintetében ismét azonos irányt követve. A két út közös szakasza a 3102-es kilométer-számozása szerinti 14+500-as kilométerszelvény elhagyása után keresztezi a vasutat, majd a Rákos-patakot is és eltávolodik azoktól. A folytatásban Isaszeg északi részén húzódnak, még mindig együtt, mígnem a 15+700-as kilométerszelvény közelében, egy körforgalmú csomópontban szétválnak egymástól.
Ady Endre út néven indul tovább a 3102-es út dél-délkelet felé, majd keletebbnek fordul. Hosszan halad Isaszeg keleti külterületén, és 19,5 kilométer megtétele után ér át Dányra. 23. kilométere közelében éri el Dány Szentkirály településrészének első házait, végighúzódik a közel 1 kilométer hosszan elnyúló településrész északi részén. Dány központját csak a 30. kilométernél éri el: odáig előbb Szabadság út, majd Pesti út, onnantól Fő utca, még később Zsámboki út a települési neve.
A 33. kilométernél éri el Zsámbok külterületét és ott ér véget, a falu lakott területének érintése nélkül, beletorkollva a 3105-ös útba, amely itt a 20+650-es kilométerszelvénye közelében jár. Teljes hossza, az országos közutak térképes nyilvántartását szolgáló kira.gov.hu adatai szerint 34,871 kilométer.

## Története
Egy 2,916 kilométeres szakaszát (a 27+819 és a 30+735 kilométerszelvények között) 2019-ben újították fel, a Magyar Falu Program útjavítási pályázatának I. ütemében, Dány település területén.

## Települések az út mentén
- Budapest XVI. kerülete
- Nagytarcsa
- (Pécel)
- Isaszeg
- Dány
- Zsámbok